# San Luis del Palmar
San Luis del Palmar – miasto w Argentynie, w prowincji Corrientes, stolica departamentu o tej samej nazwie.
Według danych szacunkowych na rok 2010 miejscowość liczyła 12 287 mieszkańców.